# Appalachian balds

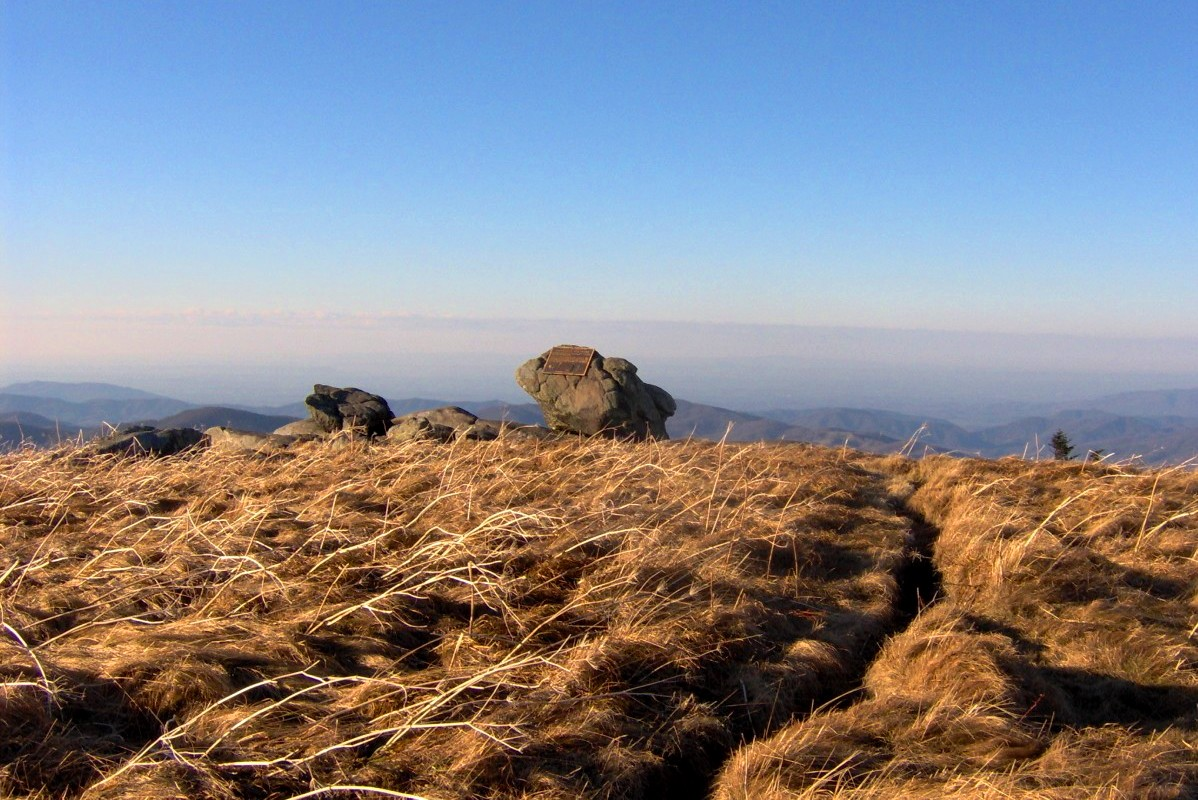
Paysage de sommet de Roan Mountain, entre la Caroline du Nord et le Tennessee.

Dans les Appalaches, on appelle balds (littéralement « chauves » en anglais) les sommets ou les crêtes principalement couvertes par une épaisse végétation de graminées ou d'arbustes alors qu'on[Qui ?] s'attendrait à y trouver des forêts. Ces balds sont surtout présents dans la partie sud de la chaîne.

## Types
On trouve deux types de balds :

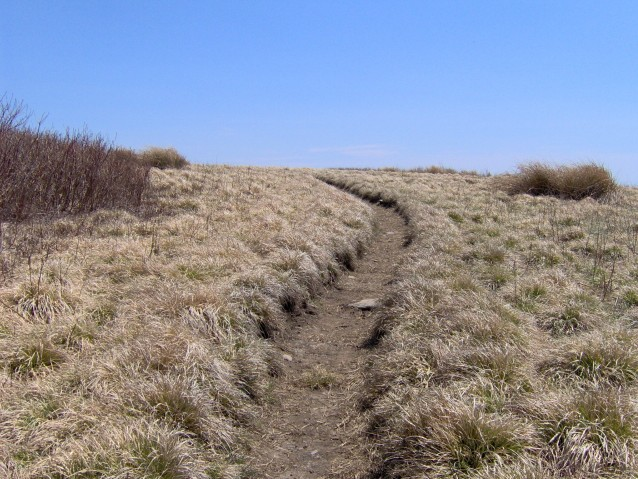
Végétation herbacée près du sommet de Gregory Bald.

- les balds herbeux couverts d'une dense pelouse de graminées indigènes, mêlée parfois de petits feuillus, occupant les sommets et les pentes supérieures du massif ;
- les balds buissonnants formés de petits arbrisseaux persistants, le long des crêtes, souvent dans des zones de terrain acide.